# Felipe de Guevara
Felipe de Guevara (Bruselas, ? –Madrid, 1563) fue un humanista español. 

## Biografía
Felipe era el hijo ilegítimo del embajador y coleccionista de arte Diego de Guevara. Mantuvo estrechas relaciones con gente del mundo de la cultura de su época. Estuvo interesado en campos de conocimiento variados, como la numismática, la geografía o la historia. Entre ellas destaca su faceta como tratadista. Tuvo un gran aprecio por la obra del Bosco, a quien se refirió con alguna extensión en sus Comentarios de la pintura y coleccionó varias de sus obras. Falleció en Madrid en 1563.
Muy posiblemente fue enterrado en el monasterio de San Jerónimo el Real de Madrid, en la capilla de los Dolores. Felipe había heredado el patronazgo de su tío Ladrón de Guevara.

## Tratado de arte
La obra de Felipe de Guevara Comentarios de la pintura permaneció manuscrita hasta que fue publicada por Antonio Ponz en 1788. Sánchez Cantón consideró que probablemente fue redactada hacia 1560, poco antes de su muerte. En sus Comentarios dedica un apartado a la pintura al fresco, los grutescos, la pintura sobre lienzo, la encáustica, la iluminación, los mosaicos, el óleo... Alude a referencias tomadas de Plinio el Viejo, como el invento de la pintura a la encáustica por Arístides (aunque Guevara considera que ya fue utilizada con anterioridad), su perfección por Praxíteles, o su enseñanza por Pánfilo de Anfípolis, el maestro de Apeles. También adjudica a los antiguos el invento del óleo, una técnica que en el siglo XVI se consideraba de origen reciente. El capítulo más interesante de la obra de Guevara es el de la pintura al fresco y la decoración de estucos, el único en el que describe paso a paso el proceso de ejecución y los materiales empleados. Aunque toma como referencia el texto de Vitruvio, lo compara continuamente con usos tradicionales de España, lo que convierte este pasaje en un documento de primer orden para conocer esta técnica, tan en boga en el siglo XVI.